# Achéron
Pour les articles homonymes, voir Achéron (homonymie).
L’Achéron (en grec ancien : Ἀχέρων / Akhérōn ; latin : Achĕrōn / Achĕruns ; grec moderne : Αχέροντας (Achérondas)) est un fleuve côtier d'Épire, en Grèce. Il se jette dans la mer Ionienne à huit kilomètres de Párga, dans la baie de Phanari (« du fanal »). Il est aussi appelé (à l'époque moderne) Phanariotikos (Φαναριώτικος (Fanariótikos) et Mavropotamos (Μαυροπόταμος (Mavropótamos), « fleuve obscur / noir »).
Dans l'Antiquité, il remplissait le lac Achérousia au nord de l'actuelle Préveza, progressivement transformé en marais (Αχερουσία έλος (Acherusía élos) : marais achérontiques) puis asséché dans les années 1930.

## Mythologie

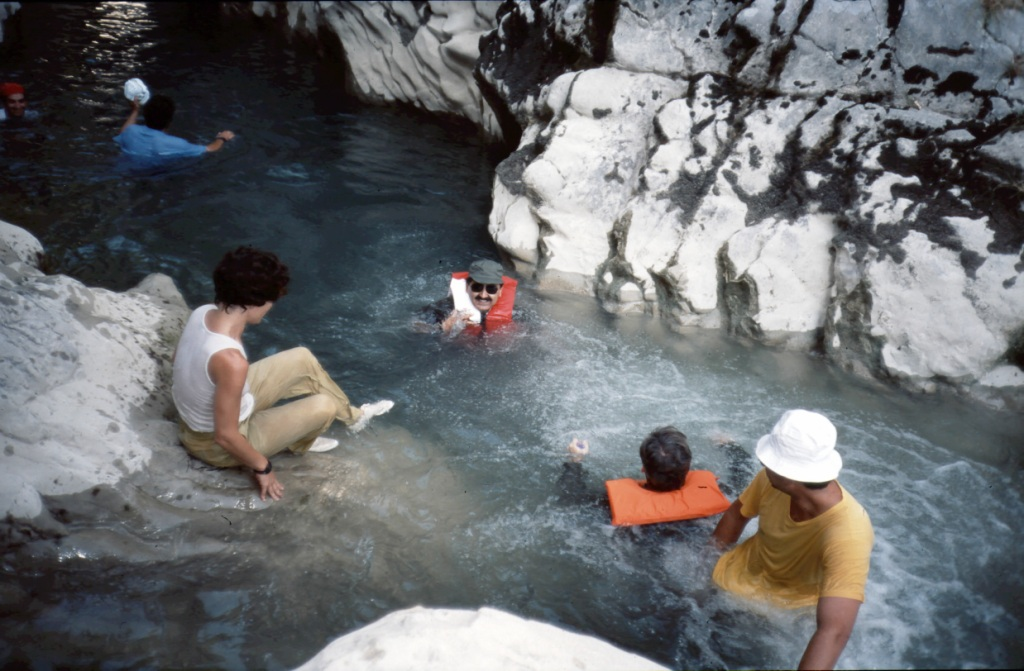
Dans les gorges de l'Achéron (χαράδρα του Αχέροντα) plusieurs bassins bordés de failles ou de fractures peuvent soit « avaler » une partie du débit soit le rendre : la légende nomme Styx le débit souterrain.

Dans la mythologie grecque, l'Achéron est une branche de la rivière souterraine du Styx, sur laquelle Charon transportait en barque les âmes des défunts vers les Enfers. Il reçoit deux affluents en sens contraire : le Cocyte et le Phlégéthon.
En tant que dieu fleuve, il est fils d'Hélios (le Soleil) et de Gaïa (la Terre) et est marié à la nymphe Orphné. Il est le père d'Ascalaphe.
Zeus le précipita aux Enfers pour avoir étanché la soif des Titans. Charon manœuvre sa barque sur l'Achéron qui charrie d'énormes blocs de rochers. Il est représenté sous l'apparence d'un vieil homme aux vêtements humides, appuyé sur une urne noire, d'où sort une eau bouillonnante,.
Il est marié à la nymphe Orphné, également appelée Gorgyra, qui donnera naissance à leur fils Ascalaphe,.